# Zbęk
Zbęk est une localité polonaise de la gmina de Skomlin, située dans le powiat de Wieluń en voïvodie de Łódź.